# マディソン・キュービック＝バンクス
マディソン・キュービック＝バンクス（Madison Kubik-Banks, 2001年1月8日 - ）は、アメリカ合衆国の女子バレーボール選手。アメリカ代表。

## 来歴

### クラブチーム
デモイン出身。2019年、ネブラスカ大学へ進学。大学3年次の2021年のNCAA女子バレーボール選手権大会では準優勝に貢献した。2021年と2022年のBig Ten Conferenceではベストアウトサイドヒッター賞に選ばれた。卒業後はプエルトリコのクラブを経て、2023年6月にイタリアのクーネオ・グランダ・バレーとの契約が発表され、2023/24シーズンのセリエA1リーグに出場した。2024/25シーズンから新設されるLOVBに参戦することが発表され、オマハ所属となった。

### 代表チーム
アンダーカテゴリーの代表として2017年、U-18世界選手権に出場した。2018年、U-20北中米選手権に出場し金メダルを獲得した。

## 人物
2024年6月、アメフト選手のBrant Banksと結婚し、登録名をマディソン・キュービック＝バンクスへ変更した。

## 所属クラブ
- ネブラスカ大学（2019-2023年）
- Cangrejeras de Santurce（2023年）
- クーネオ・グランダ・バレー（2023-2024年）
- LOVBオマハ（2024年-）